# Kom el-Aqarib
Kom el-Aquarib és un llogaret d'Egipte prop de Lisht i de l'antiga ciutat d'Heracleòpolis Magna on Ramsès II va construir un temple que fou descobert per Flinders Petrie el 1904), i del qual en queden molt poques restes.